# Чичиборка
Чичиборка — река в России, протекает в Любимском районе Ярославской области. Исток реки в сети мелиоративных каналов около деревни Балахонка. Течёт на юг через деревню Елхи. Устье реки находится в 4,4 км по левому берегу реки Обнора, около деревни Пигалево. Длина реки составляет 10 км.

## Данные водного реестра
По данным государственного водного реестра России относится к Верхневолжскому бассейновому округу, водохозяйственный участок реки — Кострома от истока до водомерного поста у деревни Исады, речной подбассейн реки — Волга ниже Рыбинского водохранилища до впадения Оки. Речной бассейн реки — (Верхняя) Волга до Куйбышевского водохранилища (без бассейна Оки).
Код объекта в государственном водном реестре — 08010300112110000013004.